# Aces de Cornwall
Les Aces de Cornwal sont une franchise de hockey sur glace qui évoluait dans la Ligue américaine de hockey, championnat nord-américain, de 1993 à 1996.

## Historique
L'équipe évoluait à Cornwall dans la province de l'Ontario et a existé de 1993 à 1996. L'équipe était affiliée aux Nordiques de Québec de la Ligue nationale de hockey. En 1996, les Penguins de Pittsburgh rachètent les Aces aux Nordiques quittant le Québec pour rejoindre le Colorado. Ils décident alors de déménager la franchise de sa ville de Cornwall.
L'équipe n'a jamais réussi à accéder à la finale de la Coupe Calder.

### Statistiques
| Saison    | PJ | V  | D  | N  | DP | BP  | BC  | Pts | Classement           | Séries éliminatoires                                                        |
| --------- | -- | -- | -- | -- | -- | --- | --- | --- | -------------------- | --------------------------------------------------------------------------- |
| 1993-1994 | 80 | 33 | 36 | 11 | 0  | 294 | 295 | 77  | 3e division Sud      | 4-0 Canucks de Hamilton 4-3 Bears de Hershey 0-2 Hawks de Moncton           |
| 1994-1995 | 80 | 38 | 33 | 9  | 0  | 236 | 248 | 85  | 2e division Sud      | 4-2 Bears de Hershey 4-2 Rangers de Binghamton 0-2 Canadiens de Fredericton |
| 1995-1996 | 80 | 34 | 34 | 7  | 5  | 249 | 251 | 80  | 4e division centrale | 3-1 River Rats d'Albany 0-4 Americans de Rochester                          |

## Entraîneurs
Les Aces ont eu deux entraîneurs au cours de leurs trois saisons : Jacques Martin et Bob Hartley.